# Terbufós
Terbufós é um composto químico usado em inseticidas e nematicidas e faz parte da família química dos organofosfatos. É um líquido límpido, incolor a amarelo-claro ou marrom-avermelhado e vendido comercialmente como granulado.
É altamente tóxico para animais e seres humanos.

## História
O terbufós é usado em várias culturas, incluindo as amedoim, algodão, banana, cana-de-açúcar, café, feijão, milho e soja como cobertura do solo para combater vermes-arame, besouros musgosos, moscas da beterraba e piolhos do feijão preto. Seu uso está proibido em países União Europeia e a Organização Mundial da Saúde o classifica como um composto de classe Ia, o que significa que ele é extremamente perigoso. O limite máximo de resíduos na União Europeia é de 0,01 mg/kg de terbufós para a maioria das culturas e produtos animais.
O composto foi registrado pela primeira vez em 1974 nos Estados Unidos, junto com uma patente dos Estados Unidos de organofosforados para uso em campos de milho para deter vermes da raiz do milho. Entre 1987 e 1996, uma média de cerca de 7,5 milhões de libras (cerca de 3.400 toneladas) do composto foi usada a cada ano. Em novembro de 2006, a BASF vendeu seu negócio global de inseticidas terbufós para a American AMVAC (American Vanguard Corporation).
O envenenamento por organofosforados não é comum no mundo desenvolvido. A maioria dos casos de envenenamento por terbufós ocorre nos países em desenvolvimento, onde as leis para o uso de pesticidas são escassas, com o composto não sendo controlado, prontamente disponível para os agricultores e de uso generalizado.

## Formas disponíveis
O terbufós está disponível em grânulos para ser aplicado no solo, junto à planta.

## Estrutura e reatividade

### Estrutura
O terbufós, também conhecido como S-(tert-butiltio)metil) O,O-dietil fosforoditioato, é um composto classificado como organofosfato dconsiste em um átomo de fósforo central, cercado por quatro grupos diferentes. Este átomo central é cercado por dois grupos etóxi, um átomo de enxofre duplamente ligado e um grupo (tert -butiltio) metanotiol.

### Fórmula molecular
{\displaystyle {\ce {C9 H21 O2 PS3}}}

### Reatividade
O terbufós é praticamente insolúvel em água, mas pode ser dissolvido livremente em compostos orgânicos. Ele se decompõe após aquecimento prolongado a 120°C e pode ser hidrolisado quando exposto a bases fortes (pH>9) e ácidos (pH<2). 

## Síntese
Os três principais compostos usados para produzir terbufós são o ácido dietil-fosforoditioco, o formaldeído e o terc-butiltiol. O formaldeído atua como um doador de carbono entre os grupos ácido dietil-fosforoditioco e terc-butiltiol para ligá-los. Um produto secundário dessa reação é a água.

Síntese de terbufós usando dietilfosforoditioato, formaldeído e terc-butiltiol

## Mecanismo de ação
O terbufós, como outros organofosforados, inativa a acetilcolinesterase em humanos pela fosforilação do grupo hidroxila da serina presente no local ativo da enzima.

## Metabolismo

### Metabolismo em animais e humanos
A principal via de excreção de terbufós em cabras lactantes é pela urina, já que de 86,9% a 96,0% do composto administrado foi excretado por esta via. Nem terbufós, nem um metabólito fosforilado do composto foi encontrado no leite e nenhum metabólito fosforilado foi detectado nos tecidos. Uma baixa concentração de terbufós foi detectada no fígado e nos rins. O terbufós é extensivamente metabolizado, a julgar pelos baixos níveis de terbufós e seus metabólitos detectados em tecidos de cabra. Uma via metabólica proposta de terbufós sugere uma hidrólise da ligação tiofosforo, uma S-metilação enzimática, dessulfuração e sulfoxidação ocorreram em sucessão.
Em ratos, a via metabólica proposta inclui mais etapas, enquanto o produto metabólico é o mesmo proposto em cabras. O mecanismo em ratos inclui etapas extras no metabolismo de terbufós e inclui mais metabólitos.
Entre 11 agricultores que aplicaram um produto formulado com terbufós durante o plantio de milho, nenhum fosfato de alquila foi detectado na urina após uma dose respiratória estimada de 0,009 mg/m³ de terbufós, reportou a Biblioteca Nacional de Medicina.

### Biotransformação
O terbufós é ativado por uma biotransformação em um composto de sulfona. Essa conversão pode ocorrer no ambiente (celular), mas também em organismos expostos usando a ação do citocromo P450. Esse processo de conversão torna a molécula muito mais eficiente na ligação com a AChE. A forma convertida pode ser significativamente mais tóxica para anfíbios do que o composto original.

## Toxidade

### Toxicidade geral
O terbufós pode entrar no corpo através da absorção dérmica (contato com a pele), inalação ou ingestão do composto. Estudos sugeriram que o NOEL humano ≥0,009 mg/m^3.

### Toxicidade metabólica
Dois metabólitos de terbufós foram testados quanto à toxicidade. O sulfóxido de terbufós e a sulfona de terbufós inibiram a atividade da colinesterase, mas não causaram nenhuma mortalidade em cães beagle.

### Efeitos na saúde

#### Efeitos agudos
O terbufós pode induzir a morte ao causar uma crise colinérgica aguda (ACC). Devido à inibição irreversível da enzima AChE pelo composto, a acetilcolina (ACh) não pode mais ser suficientemente quebrada pela AChE. Isso resulta em excesso de ACh, o que causa superestimulação da junção neuromuscular. O efeito inibidor de terbufós na AChE atua nas sinapses muscarínicas e nicotínicas periféricas e no sistema nervoso central. O início de uma ACC pode variar de minutos a várias horas após a exposição.
Os sintomas de um ACC induzido por terbufós resultam em sintomas muscarínicos (diaforese, vômito, miose, salivação), nicotínicos (palidez e fraqueza muscular com insuficiência respiratória) e de envenenamento do SNC (dor de cabeça, tontura, alteração do nível de consciência). Os efeitos tóxicos podem ser controlados pelo reconhecimento precoce do envenenamento por terbufós, descontaminação rápida e tratamento com compostos de atropina ou oxima.

#### Efeitos a longo prazo
Os efeitos da exposição a longo prazo que são específicos para terbufós (efeitos geralmente associados a organofosforados (OPs) não incluídos) são o desenvolvimento de câncer de pulmão, leucemia e linfoma não Hodgkin (LNH). Em homens, um aumento no câncer de próstata agressivo também foi observado, enquanto em mulheres, um aumento não significativo no câncer de mama pode ser visto. Casos de diabetes também podem estar associados à exposição a longo prazo.
Nenhum efeito genotóxico foi detectado in vitro e in vivo. Nenhuma anormalidade de desenvolvimento foi observada na pesquisa, mas um peso corporal fetal reduzido foi observado em mamíferos.

## Detecção
A quantidade de metabólitos, causada pela hidrólise in vivo de um composto organofosforado como o terbufós, pode ser detectada na urina usando cromatografia gasosa e cromatografia gasosa combinada/espectrometria de massa (GC-MC). Normalmente é necessário preservar a amostra de urina pela adição de clorofórmio, para concentrar ou extrair os metabólitos e convertê-los em derivados adequadamente voláteis. A detecção pode ser útil para determinar padrões de exposição. No entanto, os níveis de metabólitos por si só não podem ser considerados um guia para o risco.